# Подитва (Погородненский сельсовет)
Подитва (бел. По́дзітва, Падзі́тва) — деревня в Вороновском районе Гродненской области Минской области Белоруссии. В составе Погородненского сельсовета.

## География
Ближайшие населённые пункты Гольмантишки, Довгердишки, Трумпишки и др.
Расположена в приграничной зоне.

## История
До 19 апреля 1973 года деревня входила в состав Полецкишского сельсовета.

## Население

### Численность
- 2009 год — 126 жителей

### Динамика
- 2009 год — 126 жителей (перепись населения)

## Достопримечательность
- Часовня

## Галерея

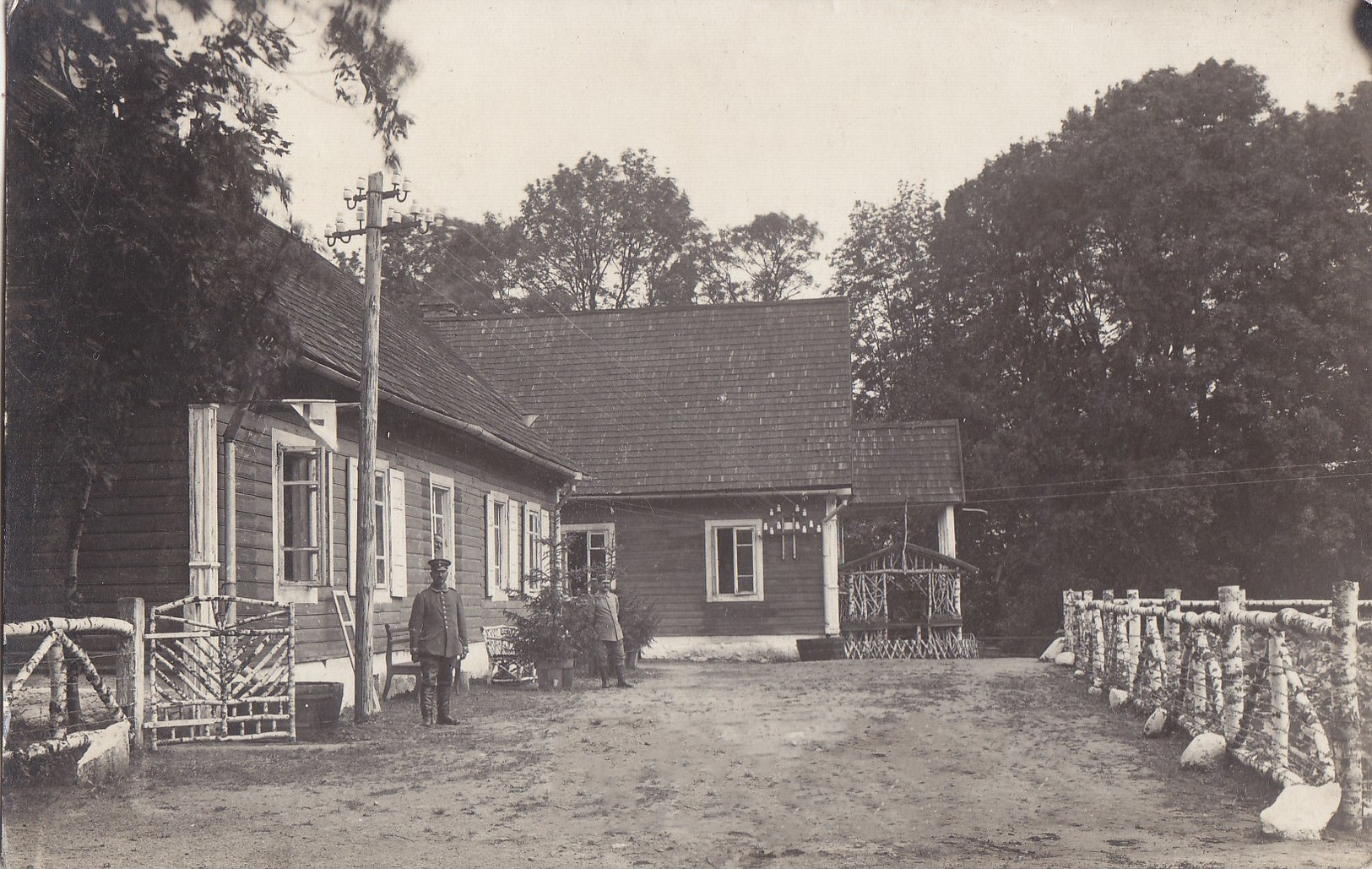
Подитва, 1916 г.
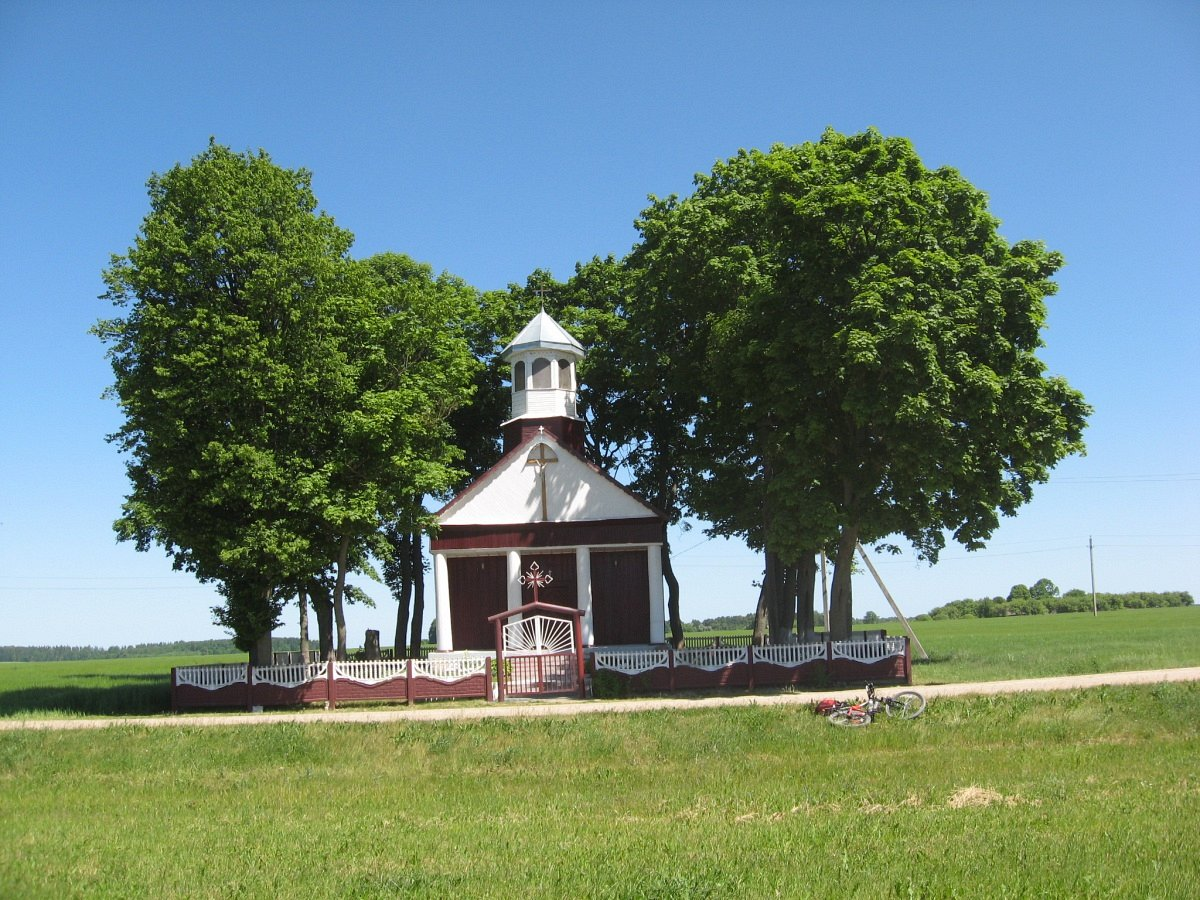
Часовня
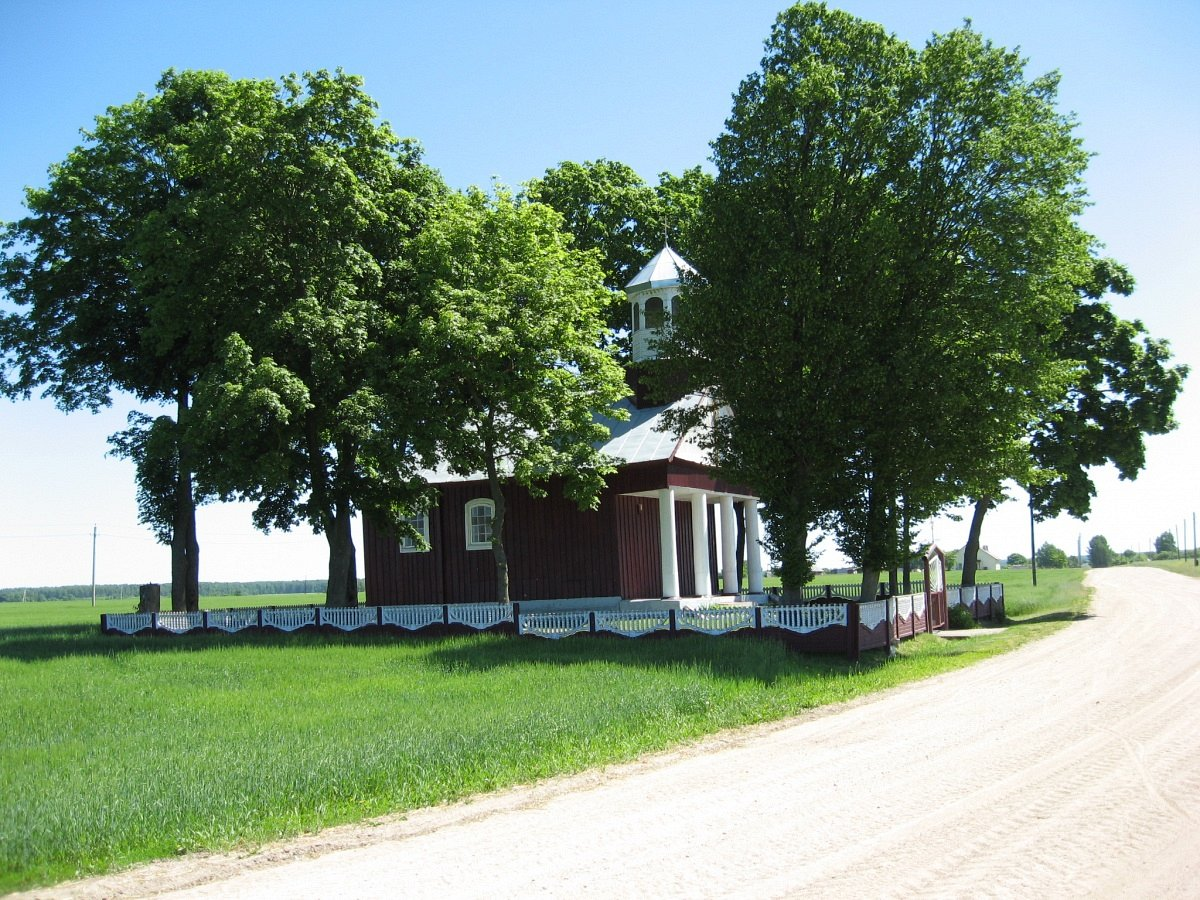
Часовня
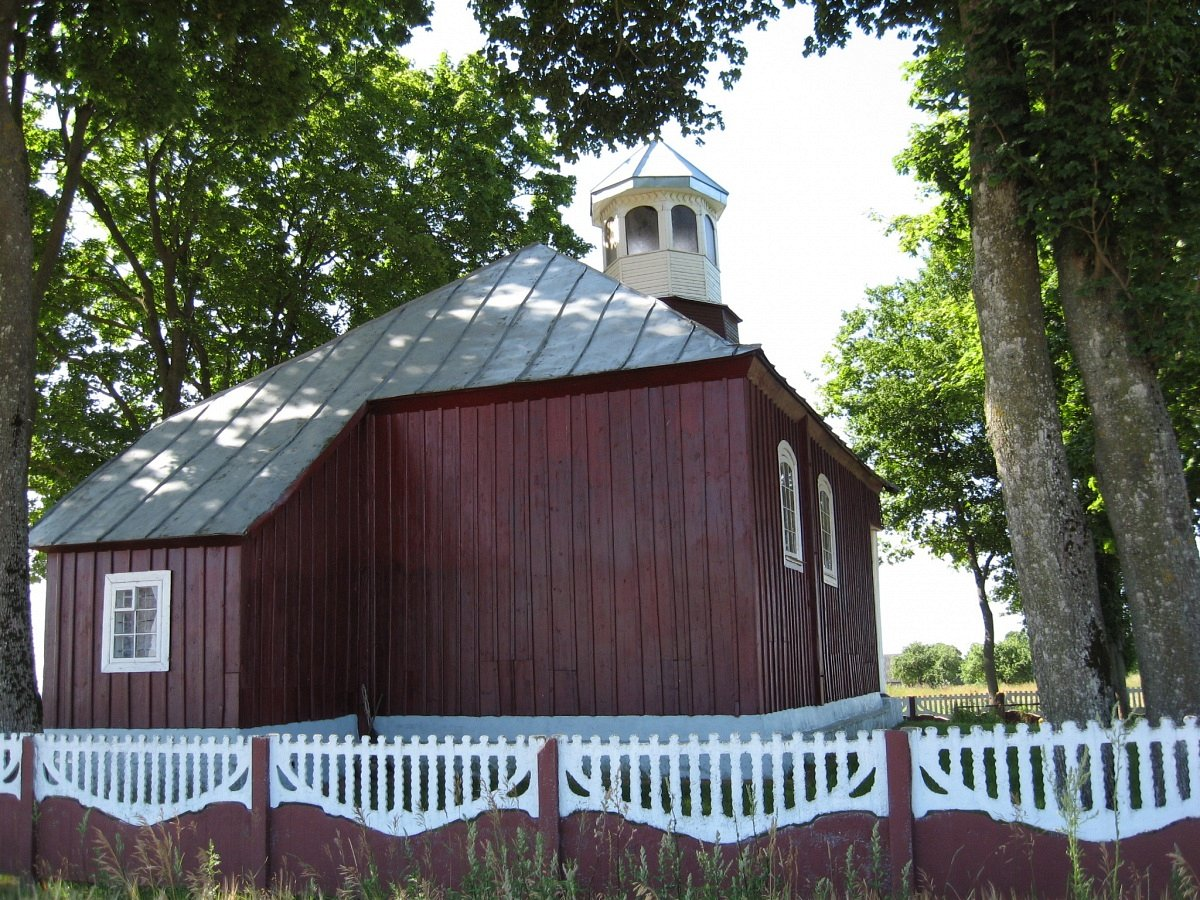
Часовня
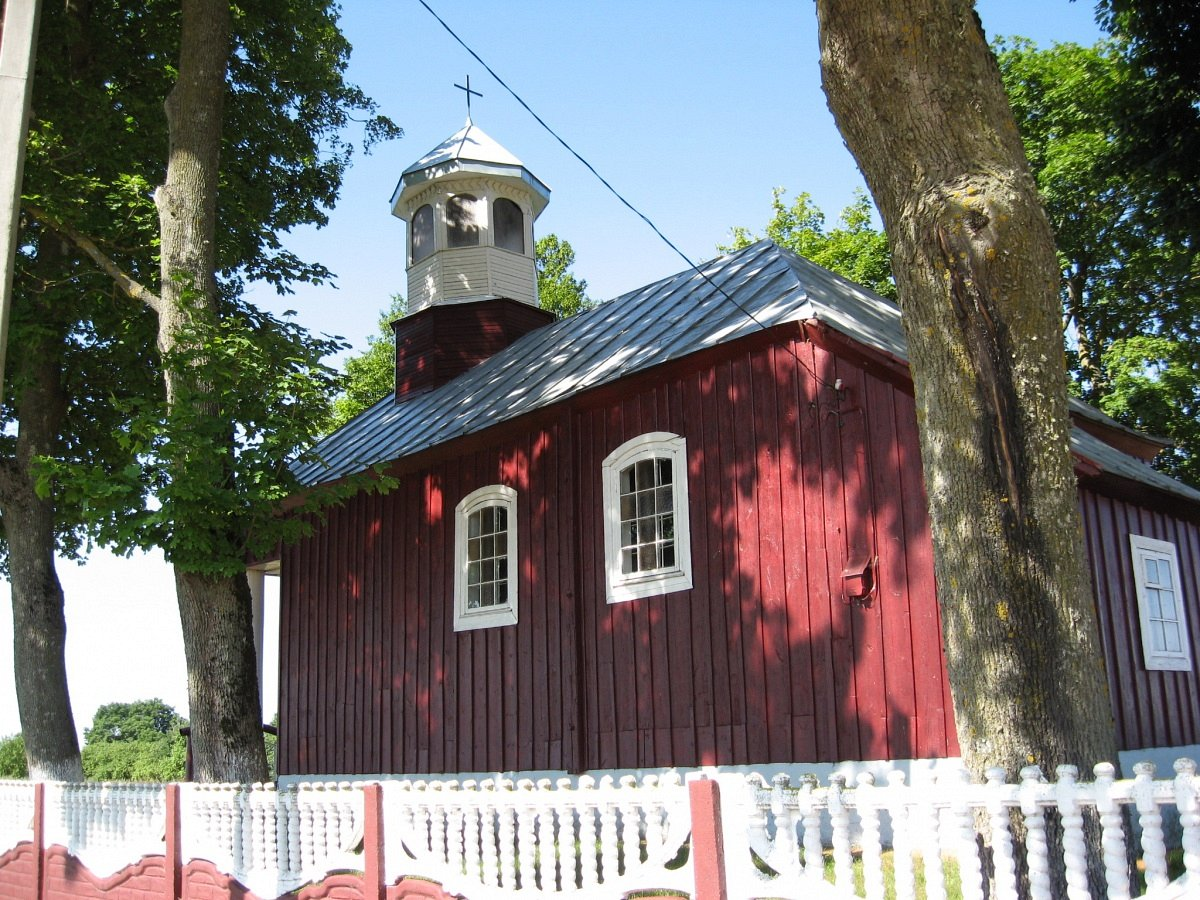
Часовня
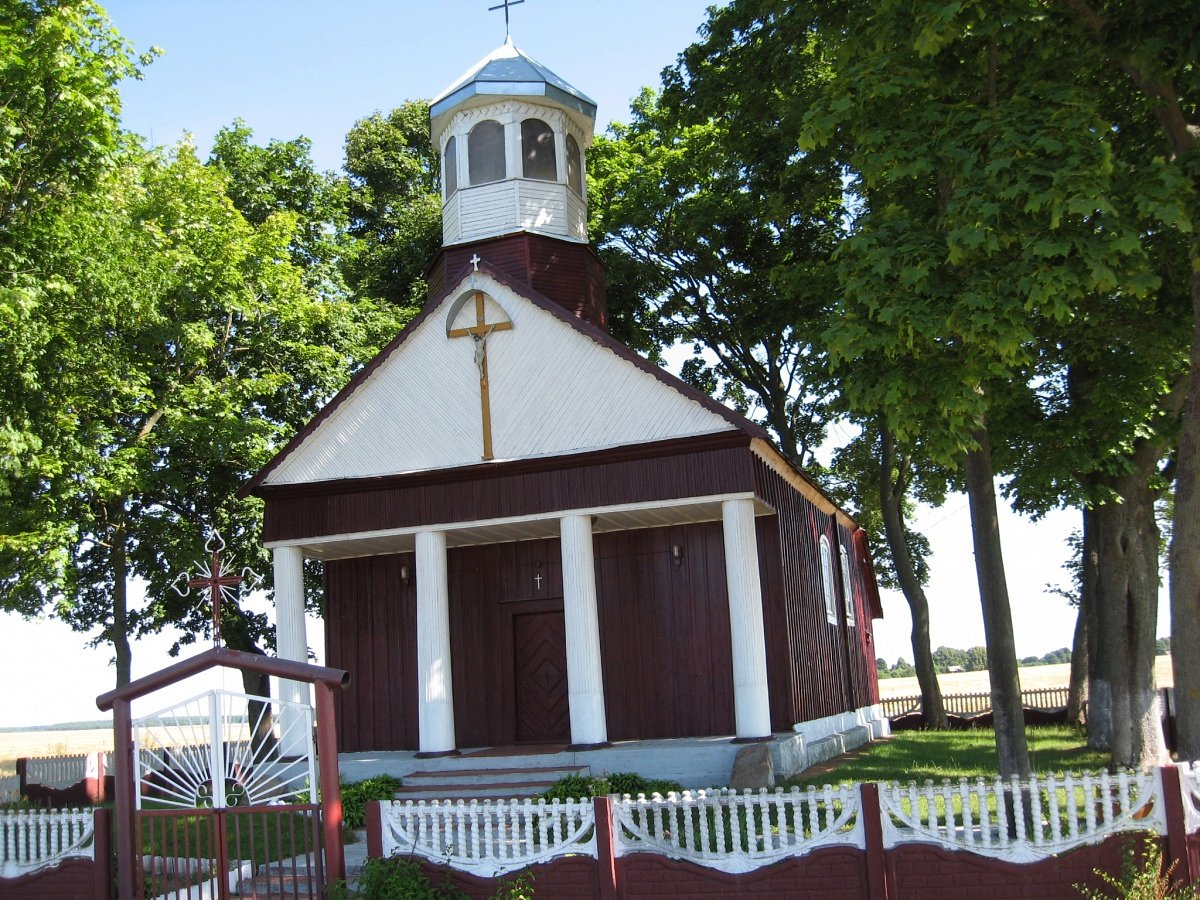
Часовня
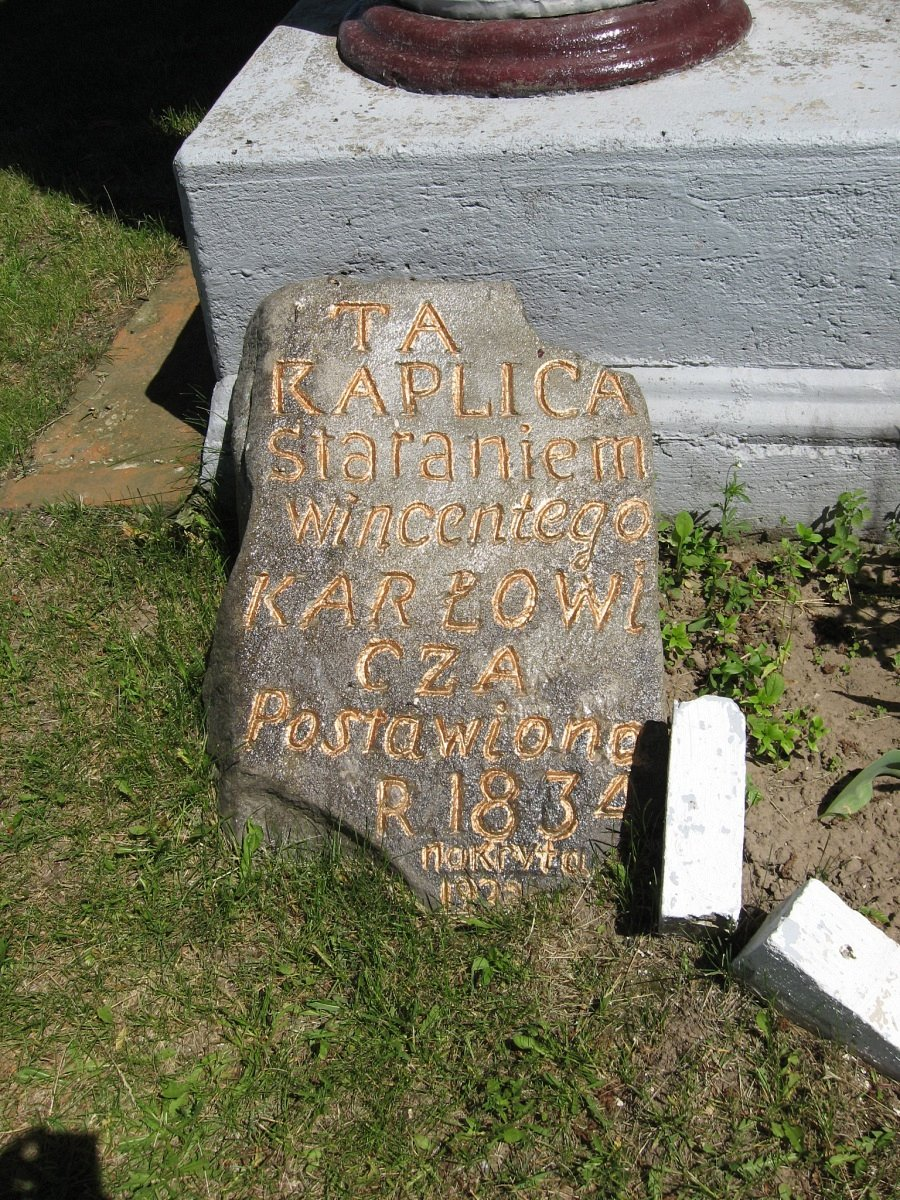
Камень около часовни
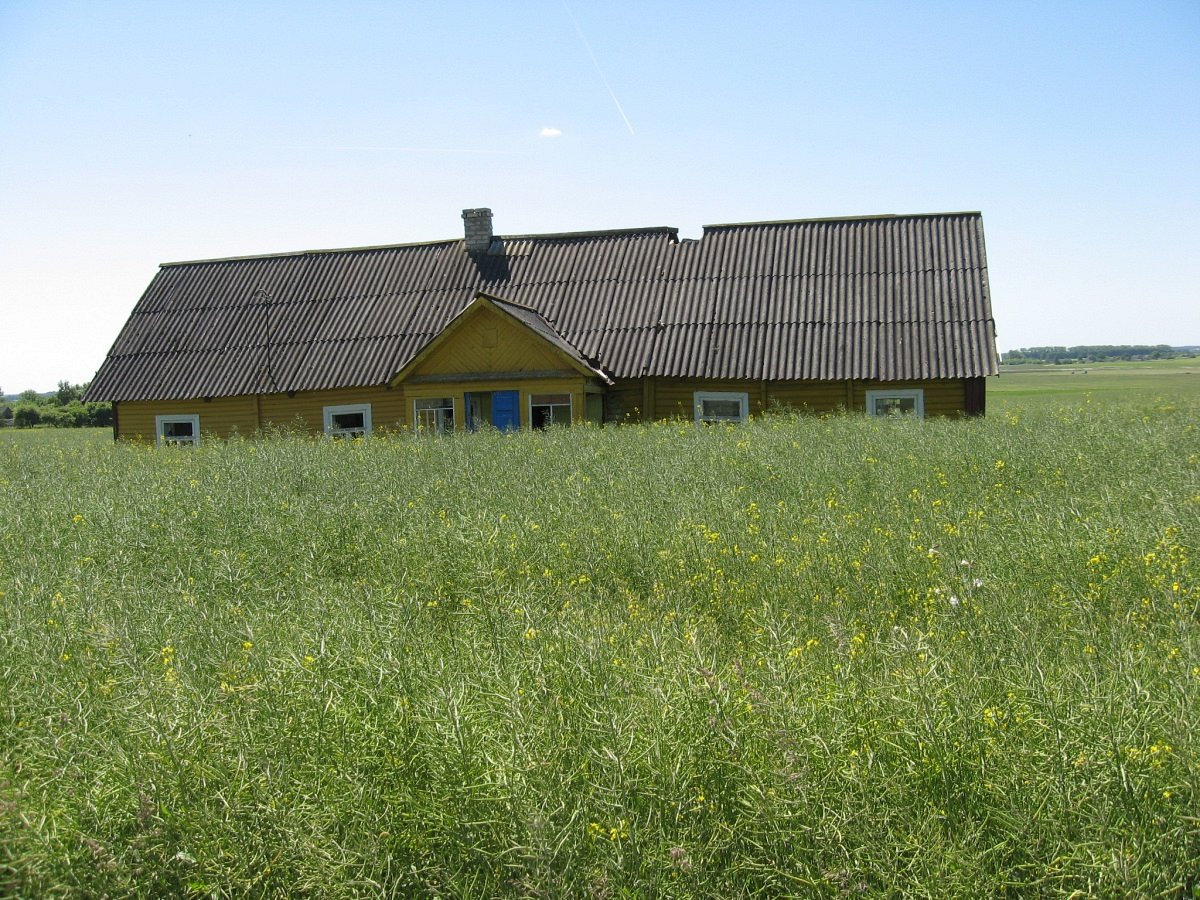
Бывшая школа